# السعودية في الألعاب البارالمبية الصيفية 1996

علم السعودية.

شارك رياضيان فقط من الذكور من المملكة العربية السعودية ونافسا في الألعاب البارالمبية الصيفية 1996 في أتلانتا، الولايات المتحدة الأمريكية.